# Třída Marcílio Dias
Třída Marcílio Dias byla třída torpédoborců brazilského námořnictva. Konstrukčně vycházela z amerických torpédoborců třídy Mahan. Celkem byly postaveny tři jednotky této třídy. Ve službě byly v letech 1943–1972. Všechny byly vyřazeny.

## Stavba
Trojice torpédoborců této třídy byla postavena na základě amerického projektu brazilskými loděnicemi Arsenal de Marinha do Rio de Janeiro (Námořní arzenál v Rio de Janeiru) v Rio de Janeiru. Z USA byla rovněž dodána řada klíčových komponentů, například pohonný systém, výzbroj a sonar. Stavba proběhla v letech 1937–1943. Původně měly nést pět 127mm kanónů a tři čtyřhlavňové torpédomety, během stavby ale byla tato výzbroj oslabena a naopak posílena protiletadlová výzbroj plavidel.
Jednotky třídy Marcílio Dias:
| Jméno                       | Založení kýlu  | Spuštěn           | Vstup do služby    | Osud         |
| --------------------------- | -------------- | ----------------- | ------------------ | ------------ |
| Mariz e Barros (D26, ex M1) | 8. května 1937 | 28. prosince 1940 | 29. listopadu 1943 | Vyřazen 1966 |
| Marcílio Dias (D25, ex M2)  | 8. května 1937 | 20. července 1940 | 29. listopadu 1943 | Vyřazen 1972 |
| Greenhalgh (D24, ex M3)     | 8. května 1937 | 8. července 1941  | 29. listopadu 1943 | Vyřazen 1966 |

## Konstrukce

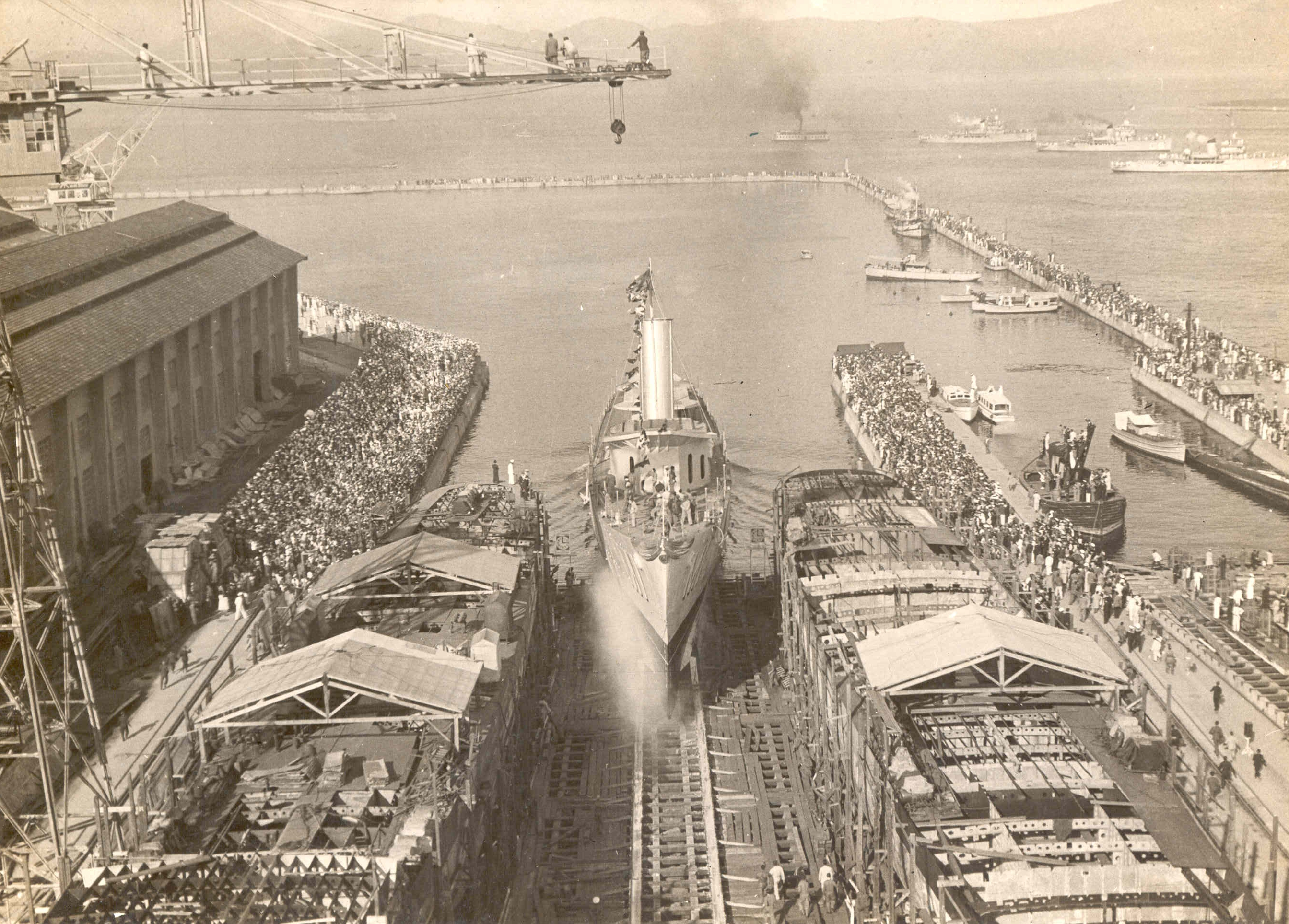
Mariz e Barros (M1) při spuštění na vodu

Výzbroj tvořily čtyři 127mm kanóny Mk 12 v jednohlavňových postaveních, čtyři 40mm kanóny Bofors L/60, čtyři 20mm kanóny Oerlikon L/70 a čtyřhlavňový 533mm torpédomet. Pohonný systém tvořily čtyři kotle Babcock & Wilcox a dvě parní turbíny General Electric o výkonu 42 800 hp, pohánějící dva lodní šrouby. Nejvyšší rychlost dosahovala 36,5 uzlů. Dosah byl 6000 námořních mil při rychlosti 15 uzlů.

### Modernizace
Protiponorková výzbroj byla během služby posílena o dva salvové vrhače hlubinných pum Hedgehog umístěné před můstkem. Na torpédoborci Mariz e Barros byl roku 1966 instalován čtyřnásobný protiletadlový raketový komplet Sea Cat. Systém nahradil jeden ze 127mm kanónů.